# Liste des comtés d'Irlande par point culminant

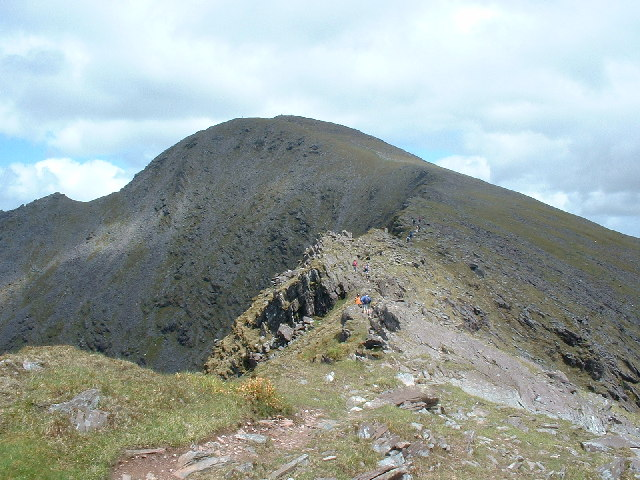
Carrauntuohil (1039 m, Kerry), point culminant de l'île d'Irlande, de l'État d'Irlande et de la province de Munster.

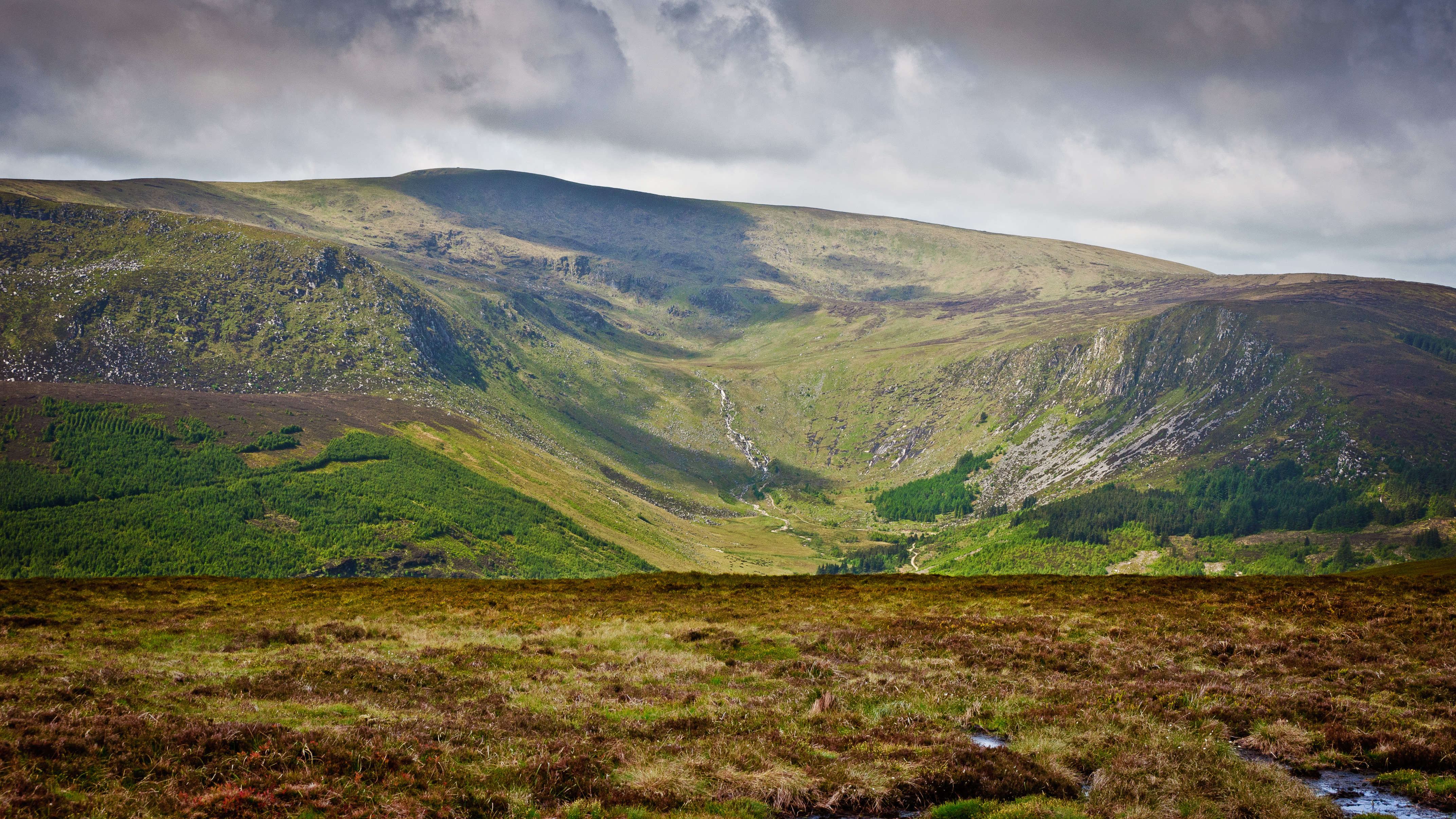
Lugnaquilla (925 m, Wicklow), point culminant de la province de Leinster.

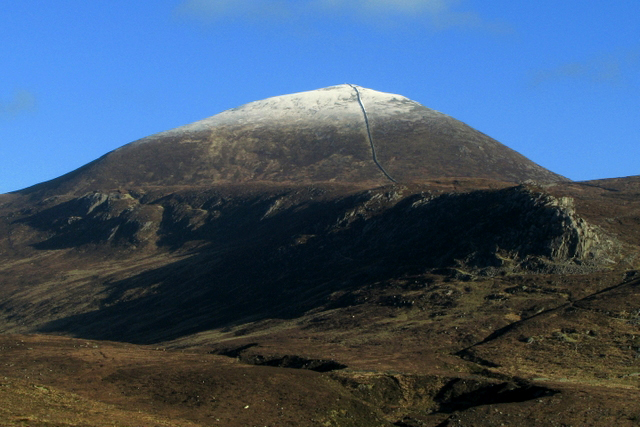
Slieve Donard (850 m, Down), point culminant de l'Irlande du Nord et de la province d'Ulster.

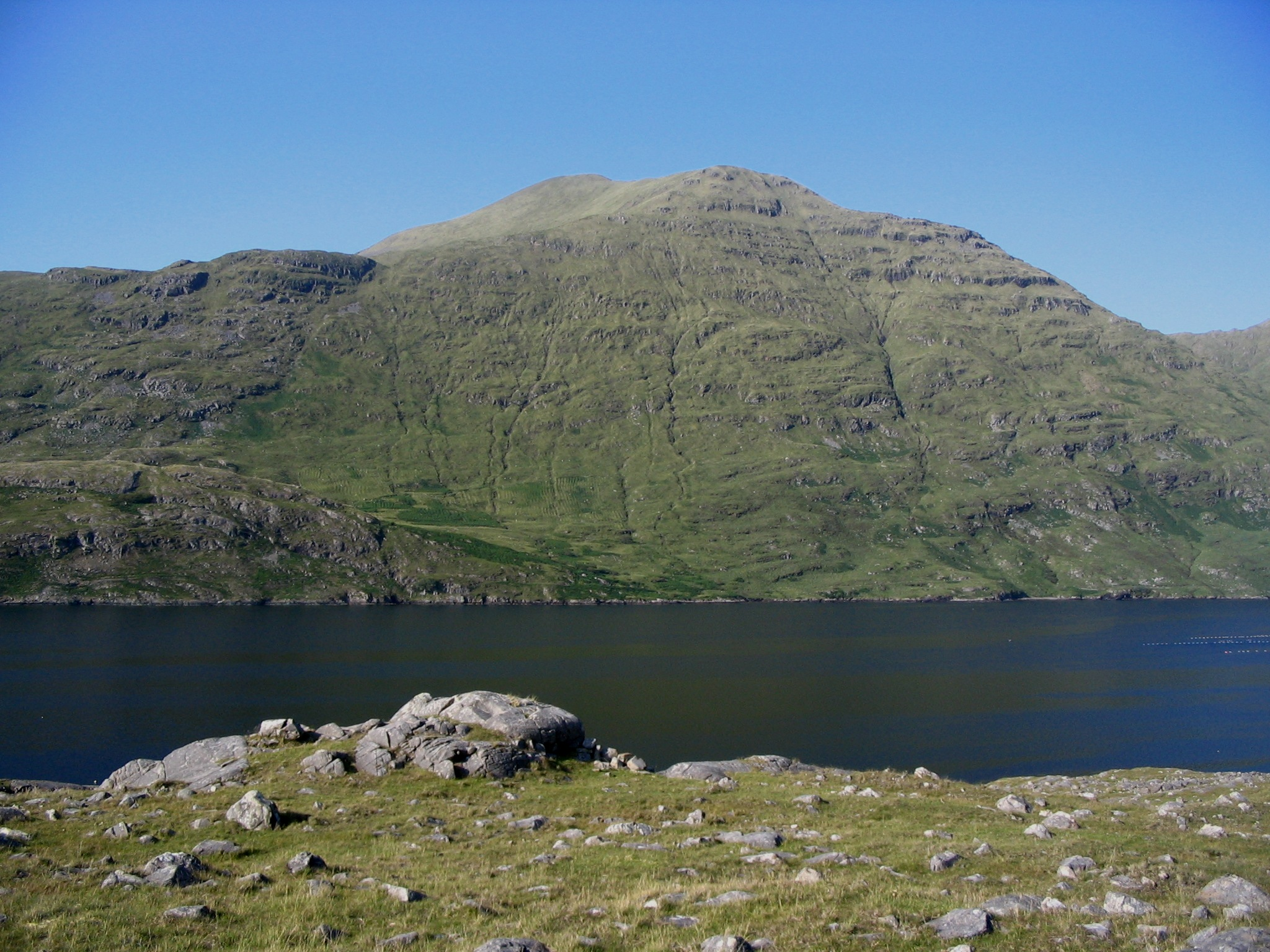
Mweelrea (814 m, Mayo), point culminant de la province de Connacht.

Cette liste des comtés d'Irlande par point culminant présente les 32 comtés de l'île d'Irlande classés selon l'altitude de leur point culminant. Il n'existe que 27 sommets distincts points culminants d'un comté, car cinq d'entre eux sont partagés par deux comtés.

## Carte
| \| Carrauntuohil Lugnaquilla Galtymore Slieve Donard Mweelrea Mont Leinster Knockmealdown Kippure Mont Errigal Benbaun Knockboy Sawel Cuilcagh Truskmore / Truskmore SE Cairn Slieve Foy Slieve Gullion Trostan Moylussa Arderin Brandon Hill Seltannasaggart Cupidstown Hill Sliabh Beagh Carn Clonhugh Slieve na Calliagh Mullaghmeen \| Localisation des points culminants des comtés d'Irlande. |
| Carrauntuohil Lugnaquilla Galtymore Slieve Donard Mweelrea Mont Leinster Knockmealdown Kippure Mont Errigal Benbaun Knockboy Sawel Cuilcagh Truskmore / Truskmore SE Cairn Slieve Foy Slieve Gullion Trostan Moylussa Arderin Brandon Hill Seltannasaggart Cupidstown Hill Sliabh Beagh Carn Clonhugh Slieve na Calliagh Mullaghmeen                                                                |

## Liste
| Image | Rang | Comté             | Entité          | Province | Rang du sommet | Nom                              | Nom irlandais                       | Altitude | Massif                     | Coordonnées                         |
| ----- | ---- | ----------------- | --------------- | -------- | -------------- | -------------------------------- | ----------------------------------- | -------- | -------------------------- | ----------------------------------- |
|       | 1    | Kerry             | Irlande         | Munster  | 1              | Carrauntuohil                    | Corrán Tuathai                      | 1 039 m  | Macgillycuddy's Reeks      | 51° 59′ 58,021″ N, 9° 44′ 33,695″ O |
|       | 2    | Wicklow           | Irlande         | Leinster | 13             | Lugnaquilla                      | Log na Coille                       | 925 m    | Montagnes de Wicklow       | 52° 58′ 01,052″ N, 6° 27′ 52,327″ O |
|       | 3    | Limerick          | Irlande         | Munster  | 14             | Galtymore                        | Cnoc Mór na nGaibhlte               | 918 m    | Galty Mountains            | 52° 21′ 57,545″ N, 8° 10′ 44,94″ O  |
|       | 3    | Tipperary         | Irlande         | Munster  | 14             | Galtymore                        | Cnoc Mór na nGaibhlte               | 918 m    | Galty Mountains            | 52° 21′ 57,545″ N, 8° 10′ 44,94″ O  |
|       | 5    | Down              | Irlande du Nord | Ulster   | 19             | Slieve Donard                    | Sliabh Dónairt                      | 850 m    | Montagnes de Mourne        | 54° 10′ 48,856″ N, 5° 55′ 15,234″ O |
|       | 6    | Mayo              | Irlande         | Connacht | 34             | Mweelrea                         | Cnoc Maol Réidh                     | 814 m    | Mweelrea Mountains         | 53° 38′ 14,065″ N, 9° 49′ 49,289″ O |
|       | 7    | Carlow            | Irlande         | Leinster | 44             | Mont Leinster                    | Stua Laighean                       | 794 m    | Monts Blackstairs          | 52° 37′ 05,364″ N, 6° 46′ 49,302″ O |
|       | 7    | Wexford           | Irlande         | Leinster | 44             | Mont Leinster                    | Stua Laighean                       | 794 m    | Monts Blackstairs          | 52° 37′ 05,364″ N, 6° 46′ 49,302″ O |
|       | 9    | Waterford         | Irlande         | Munster  | 46             | Knockmealdown                    | Cnoc Mhaoldomhnaigh                 | 792 m    | Knockmealdown Mountains    | 52° 13′ 40,446″ N, 7° 54′ 57,209″ O |
|       | 10   | Dublin            | Irlande         | Leinster | 73             | Kippure                          | Cipiúr                              | 757 m    | Montagnes de Wicklow       | 53° 10′ 41,302″ N, 6° 19′ 54,782″ O |
|       | 11   | Donegal           | Irlande         | Ulster   | 76             | Errigal                          | An Earagail                         | 751 m    | Montagnes de Derryveagh    | 55° 02′ 03,624″ N, 8° 06′ 46,739″ O |
|       | 12   | Galway            | Irlande         | Connacht | 88             | Benbaun                          | Binn Bhán                           | 729 m    | Twelve Bens                | 53° 31′ 16,455″ N, 9° 49′ 54,34″ O  |
|       | 13   | Cork              | Irlande         | Munster  | 104            | Knockboy                         | An Cnoc Buí                         | 706 m    | Shehy                      | 51° 48′ 09,072″ N, 9° 26′ 36,402″ O |
|       | 14   | Londonderry/Derry | Irlande du Nord | Ulster   | 140            | Sawel                            | Samhail Phite Méabha                | 678 m    | Sperrins                   | 54° 49′ 11,082″ N, 7° 02′ 22,072″ O |
|       | 14   | Tyrone            | Irlande du Nord | Ulster   | 140            | Sawel                            | Samhail Phite Méabha                | 678 m    | Sperrins                   | 54° 49′ 11,082″ N, 7° 02′ 22,072″ O |
|       | 16   | Cavan             | Irlande         | Ulster   | 164            | Cuilcagh                         | Binn Chuilceach                     | 665 m    | Breifne Mountains          | 54° 12′ 03,5″ N, 7° 48′ 41,198″ O   |
|       | 16   | Fermanagh         | Irlande du Nord | Ulster   | 164            | Cuilcagh                         | Binn Chuilceach                     | 665 m    | Breifne Mountains          | 54° 12′ 03,5″ N, 7° 48′ 41,198″ O   |
|       | 18   | Sligo             | Irlande         | Connacht | 198            | Truskmore                        | Trosc Mór                           | 647 m    | Dartry Mountains           | 54° 22′ 27,148″ N, 8° 22′ 17,844″ O |
|       | 19   | Leitrim           | Irlande         | Connacht | 234            | Truskmore SE Cairn               | Carn Thoir Theas Troisc Móir        | 631 m    | Dartry Mountains           | 54° 22′ 19,23″ N, 8° 21′ 54,56″ O   |
|       | 20   | Louth             | Irlande         | Leinster | 318            | Slieve Foy                       | Sliabh Feá                          | 589 m    | Cooley Mountains           | 54° 02′ 36,257″ N, 6° 12′ 58,318″ O |
|       | 21   | Armagh            | Irlande du Nord | Ulster   | 353            | Slieve Gullion                   | Sliabh gCuillinn                    | 573 m    | Cooley Mountains           | 54° 07′ 18,76″ N, 6° 26′ 00,545″ O  |
|       | 22   | Antrim            | Irlande du Nord | Ulster   | 420            | Trostan                          | Trostán                             | 551 m    | Antrim Hills               | 55° 02′ 44,69″ N, 6° 09′ 19,313″ O  |
|       | 23   | Clare             | Irlande         | Munster  | 466            | Moylussa                         |                                     | 532 m    | Slieve Bernagh             | 52° 50′ 00,623″ N, 8° 31′ 20,48″ O  |
|       | 24   | Laois             | Irlande         | Leinster | 479            | Arderin                          | Ard Éireann                         | 527 m    | Monts Slieve Bloom         | 53° 02′ 26,099″ N, 7° 39′ 15,208″ O |
|       | 24   | Offaly            | Irlande         | Leinster | 479            | Arderin                          | Ard Éireann                         | 527 m    | Monts Slieve Bloom         | 53° 02′ 26,099″ N, 7° 39′ 15,208″ O |
|       | 26   | Kilkenny          | Irlande         | Leinster | 518            | Brandon Hill                     | Cnoc Bhréanail                      | 515 m    |                            | 52° 30′ 35,161″ N, 6° 58′ 26,978″ O |
|       | 27   | Roscommon         | Irlande         | Connacht | 811            | Seltannasaggart / Coory Mountain | Sailtean na Sagart                  | 428 m    | Arigna Mountains           | 54° 07′ 21″ N, 8° 08′ 36″ O         |
|       | 28   | Kildare           | Irlande         | Leinster | 1 000          | Cupidstown Hill                  | Cnoc Bhaile Cupid                   | 379 m    | Montagnes de Wicklow       | 53° 13′ 33,57″ N, 6° 29′ 32,84″ O   |
|       | 29   | Monaghan          | Irlande         | Ulster   | 1 014          | Sliabh Beagh                     | Sliabh Beatha                       | 373 m    | Fermanagh/Tyrone Mountains | 54° 19′ 08,4″ N, 7° 15′ 10,8″ O     |
|       | 30   | Longford          | Irlande         | Leinster | 1 206          | Carn Clonhugh / Corn Hill        | Carn Clainne Aodha / Sliabh Cairbre | 278 m    | Longford Hills             | 53° 48′ 28″ N, 7° 42′ 52″ O         |
|       | 31   | Meath             | Irlande         | Leinster | 1 211          | Slieve na Calliagh               | Sliabh na Caillí                    | 276 m    | Meath Hills                | 53° 44′ 40″ N, 7° 06′ 42″ O         |
|       | 32   | Westmeath         | Irlande         | Leinster | 1 262          | Mullaghmeen                      | Mullach Mín                         | 258 m    | Westmeath Hills            | 53° 45′ 41″ N, 7° 17′ 15″ O         |